# Convento dei Cappuccini (Melilli)
Il convento dei Cappuccini, con l'annessa chiesa, è un complesso religioso situato a Melilli in provincia di Siracusa.

## Storia
La fondazione del convento risale al 1616. L'anno seguente, il 19 marzo del 1617, venne posta solennemente la prima pietra, su un terreno acquistato dal Municipio, dove, preesistente una casa di otto stanze, i frati dimorarono, provvisoriamente, durante la costruzione del complesso conventuale.
Nel 1620 si insediò la prima comunità di religiosi e fu nominato come guardiano padre Giambattista da Castrogiovanni.
Il terremoto del 1693 distrusse quasi interamente l'edificio e sotto le macerie  persero la vita parecchi frati, compreso il guardiano del tempo, padre Felice da Melilli. Un ulteriore terremoto, nel 1848, arrecò numerosi danni alla struttura, che venne rinforzata mediante l'applicazione di catene di contenimento, realizzate con il contributo dei fedeli.
Con la soppressione degli ordini religiosi l'edificio venne espropriato dalle autorità civili, ma fu riacquistato dai frati nel 1879.
Dopo il terremoto del 1990 furono avviati importanti lavori di restauro e consolidamento, che hanno restituito all'intero complesso l'originale fisionomia e bellezza.

## Descrizione
Dall'architettura semplice e austera,  il convento, che sorge nella periferia ovest della cittadina di Melilli,  si articola attorno ad un chiostro di modeste dimensioni.
La chiesa a navata unica, dedicata a San Francesco d'Assisi, è provvista di due cappelle laterali sul lato sinistro e tre altari minori, sul destro.
Il polittico dell'altare maggiore si compone di sei tele, incastonate in una pregiata cornice lignea, opera di frati ebanisti, datata 1736. La tela centrale ritrae l'Adorazione dei Magi (XVII sec.), opera di un pittore ignoto Messinese. A destra si può ammirare un San Francesco consolato dagli Angeli (ignoto, XVII sec.); al di sotto, in appendice,  una tela ritraente San Fedele da Sigmaringa (ignoto, XVIII sec.). Sulla destra del polittico, ritroviamo la Vergine che dona il Bambino a San Felice da Cantalice (ignoto, XVII sec.) e in appendice una tela con San Serafino da Montegranaro (ignoto, XVIII sec.).   Al di sopra della pala centrale, è collocato un piccolo dipinto che raffigura Dio Padre benedicente che invia lo Spirito Santo in forma di colomba.
Di grande pregio la custodia lignea (XVIII sec.) opera attribuita al cappuccino fra Angelo Gagliano da Mazzarino (1743 - 1809).
La chiesa custodisce una piccola statua lignea, del XIX sec., dell'Immacolata (detta a Maculatedda), molto venerata dai fedeli.
Si conservano, ancora, altre opere degne di nota: il San Giovanni e l'Addolorata ai piedi del Crocifisso, tela posta nella cappella laterale (ignoto XVIII sec,); le balaustre lignee e il pregiato armadio della sagrestia.